# Transversalidiplosis ollae
Transversalidiplosis ollae är en tvåvingeart som beskrevs av Fedotova 2003. Transversalidiplosis ollae ingår i släktet Transversalidiplosis och familjen gallmyggor. Inga underarter finns listade i Catalogue of Life.